# Trolleybus de Modène
Le réseau de Trolleybus de Modène, créé en 1950, compte trois lignes desservant la ville de Modène en Italie, fonctionnant sous 750V CC.

## Histoire
Le réseau de trolleybus de la ville de Modène, mis en service en 1950, a connu, au fil du temps différente phases d'expansion et de contraction, puis une relance importante au cours des années 1980. Sa gestion, assurée depuis le 1er janvier 2012 par la société publique SETA SpA - Società Emiliana Trasporti Autofiloviari (Société Emilienne de Transport par Autobus & Trolleybus) qui gère 31,9 millions de kilomètres de transports publics locaux avec 1134 salariés et 892 véhicules.
Depuis l'an 2000, pour se mettre en conformité avec les recommandations de la Commission Européenne, les anciennes ATM - Azienda Trasporti Municipali (Régies Municipales de Transports en commun) sont transformées en sociétés anonymes. L'ATCM devient une S.A. et, le 31 décembre 2011, fusionne avec l'ATM de Piacenza, l'ACT de Reggio Emilia pour former SETA - Società Emiliana Trasporti Autofiloviari. Le capital de SETA SpA est détenue par les Administrations (Provinces et Communes) (39,75%), Holding Emilia-Romagna Mobilità (38,22%), Autolinee dell'Emilia (12,022%) et ACT Reggio Emilia (10,007%).

### L'origine

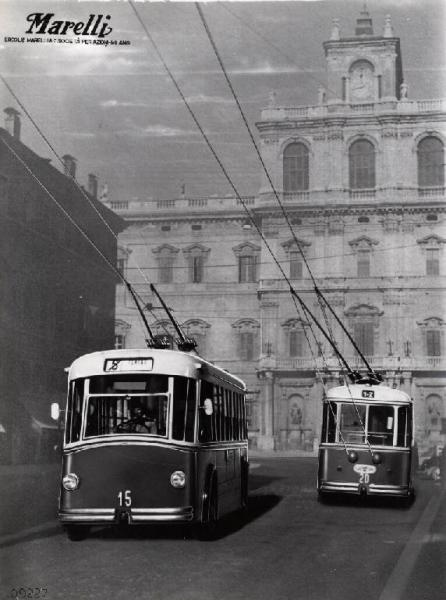
Premiers trolleybus Fiat 668F Marelli à Modène (1950)

En 1949 l'Administration Communale de Modène décide de remplacer le réseau de tramway urbain par un réseau de trolleybus, considéré déjà à l'époque plus efficace, plus souple d'utilisation, moderne et moins bruyant.
Les deux premières lignes du nouveau réseau : 3/ Centre - San Faustino et 5/ Viale Buon Pastore - San Cataldo, sont mises en service le 22 janvier 1950. Le réseau sera très vite étendu dans les mois qui suivent. Le réseau est complet et toutes les lignes en service lors de l'inauguration officielle le 21 octobre 1950.
Le 1er septembre 1952, après 2 ans de service, quelques adaptations de parcours ont été opérées, pour mieux répondre aux flux du trafic voyageurs. Aux deux lignes assurant les navettes entre les gares de la ville, il fallut en ajouter une troisième, la Ligne 5/.
Pour servir le nouveau quartier résidentiel "Sacca", créé au nord de la voie ferrée Milan-Bologne, une nouvelle ligne a été mise en service le 30 septembre 1954 : la Ligne 7/ reliant Piazza Torre - Via Farini - Pont sur la voie ferrée - Sacca, ligne qui sera prolongée jusqu'au lieudit Madonnina à partir du 16 août 1959.

### Les années 1960
Au cours de cette décennie, plusieurs lignes de trolleybus sont prolongées alors que la tendance à remplacer les trolleybus par des autobus urbains avec leur grande souplesse d'utilisation et surtout leur moindre coût à l'achat sans devoir investir dans les lignes électriques aériennes commençait à devenir la règle. Mais la ville de Modène persiste à vouloir développer son réseau de trolleybus.
À partir du 8 décembre 1963, la prolongation de la Ligne 6/ permet de desservir l'extension du "quartier de la Sacca" et le nouveau "quartier INA Casa". Le prolongement de la Ligne 6/ est mis en service le 2 octobre 1967, de Viale Buon Pastore à Viale fratelli Rosselli. Ce sera le dernier tronçon du réseau de trolleybus construit à Modène jusqu'en 2000. À partir du 28 août 1968, les Lignes 1/ - 2/ et 3/ sont desservies par des autobus, seules restent en service les lignes 5/, 6/ et 7/.

### Les années 1970 - Austérité - Les réformes de 1973 et 1975
Le 2 octobre 1972, à la suite de la modification du plan de circulation du centre-ville, le remplacement des trolleybus de la Ligne 5/ par des autobus, décidée en 1968, devient effective.
Après le premier choc pétrolier et les restrictions de la circulation automobile privée, qui a été très sévère en Italie, l'ATCM est mise à contribution pour utiliser le maximum de trolleybus sur les lignes du centre-ville et réserver les autobus sur les lignes périphériques.
La réforme devient effective le 1er octobre 1973 qui prévoit la création de deux nouvelles lignes : 
- Ligne NS (nord-sud) : Gare FS - Centre-ville - Piazzale Risorgimento
- Ligne EO (est-ouest) : Largo Garibaldi - Centre-ville - Gare routière

Les 13 trolleybus disponible étaient suffisants pour assurer ce service même avec une fréquence élevée. L'ATCM et la Mairie de Modène ont même convenu qu'il leur fallait maintenir le service de trolleybus sur la Ligne 7/, considérée comme fondamentale car elle reliait des points stratégiques et était en correspondance avec la nouvelle ligne EO, ce qui obligea à remplacer les trolleybus de la Ligne 6/ par des autobus.
À la fin de la période d'austérité, les lignes navette EO et NS sont supprimées et le réseau de transports urbains reprend son fonctionnement précédent. Avec le nouvel horaire en vigueur au 1er octobre 1975, les lignes de trolleybus 6/ et 7/ sont réactivées : 
- Ligne 6/ : même parcours qu'en 1967-1973, avec prolongement vers Calle di Luca - Buon Pastore. Le numéro de la ligne devient 6 barré,
- Ligne 7/ : même parcours qu'en 1966-1973.

La fréquence de passage est toujours aussi élevée pour une ville de taille moyenne : 
- Ligne 6/ : 8 minutes les jours ouvrés, 10 minutes les jours fériés,
- Ligne 7/ : 8 minuti, jours ouvrés et fériés.

La longueur des parcours des deux lignes n'a pas permis de conserver la fréquence de 5 minutes garantie sur les lignes navette EO & NS, bien que la flotte de trolleybus se soit étoffée de 4 unités supplémentaires, portant ainsi à 17 le parc circulant des trolleybus de Modène.

### Les années 1980 - nouveaux véhicules et extension du réseau
Le réseau est resté stable pendant presque deux décennies. En effet, les investissements réalisés par l'AMCM, devenue ATCM le 1er juillet 1988, ont été consacrés au renouvellement des véhicules, devenus obsolètes après 30 ans de service. Un appel d'offres lancé en 1984, pour la fourniture de 14 nouveaux trolleybus modernes a été remporté par le constructeur italien SOCIMI SpA de Milan avec le modèle Iveco 2471 aménagé par Socimi. La livraison de ces trolleybus de dernière génération va s'échelonner entre fin 1985 et le 1er semestre 1986.
C'est depuis la mise en service de ces nouveaux matériels que le Trolleybus de Modène connait, à nouveau, une période florissante. Un projet de rénovation complet du réseau est mis à l'étude et présenté en 1996 qui prévoit un renforcement du réseau et plusieurs prolongements. Une première étape est immédiatement engagée pour reconstruire le réseau d'alimentation électrique bifilaire aérien en passant de 600V CC. à 750 V CC.
De nouveaux tronçons sont construits : 
- Gare routière - Via Santi,
- prolongement de Via Conco à Via Forlì en 2000,
- du terminus Viale Berengario jusqu'à Viale Fontanelli (1998),
- Corso Canalgrande (1999),
- Viale Gramsci et raccordement avec Via Canaletto et passage supérieur de la voie ferrée Sacca (1997-1999),
- prolongement de Sacca à Sant'Anna (1997),
- nouveau tracé de Piazzale Risorgimento à Via dello Zodiaco (1997),
- nouveau prolongement de la Ligne 7/ : Largo del Pozzo, intérieur de la zone du la Polyclinique, Via Campi, Via Braghiroli, Via Gottardi terminus. Tronçon de 2,2 km inauguré le 2 juillet 2007,
- prolongement de Via Forlì jusqu'à Via Rocco Chinnici de la Ligne 6/ inauguré le 11 avril 2012.

## Evolution du réseau trolleybus de Modène

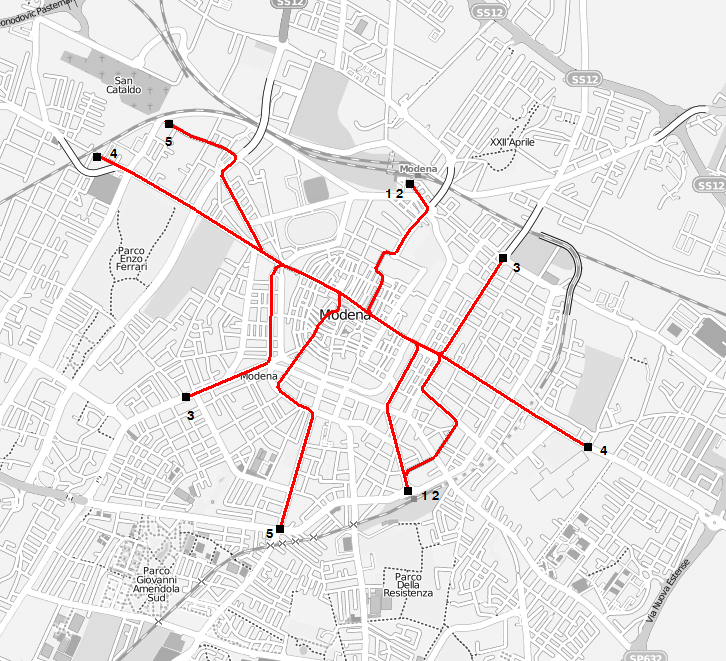
Etat du réseau à l'origine en 1950
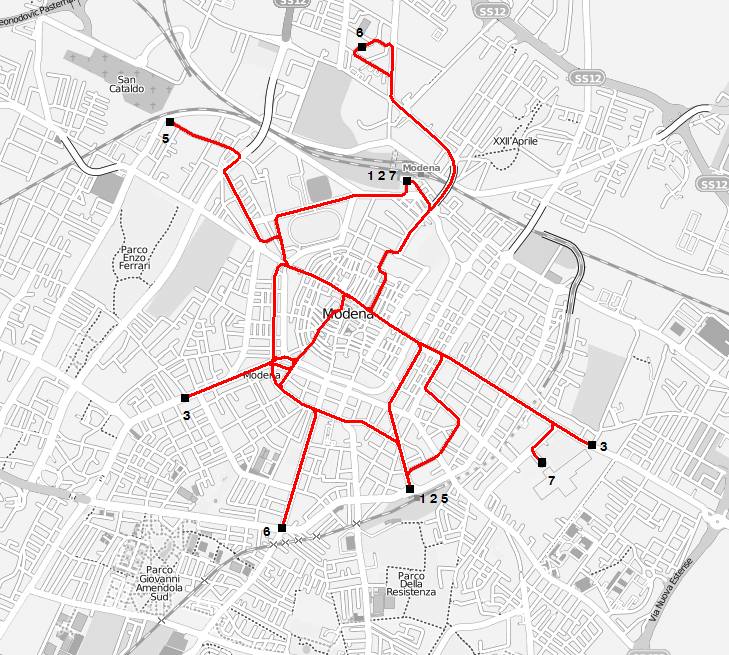
Etat du réseau en 1966
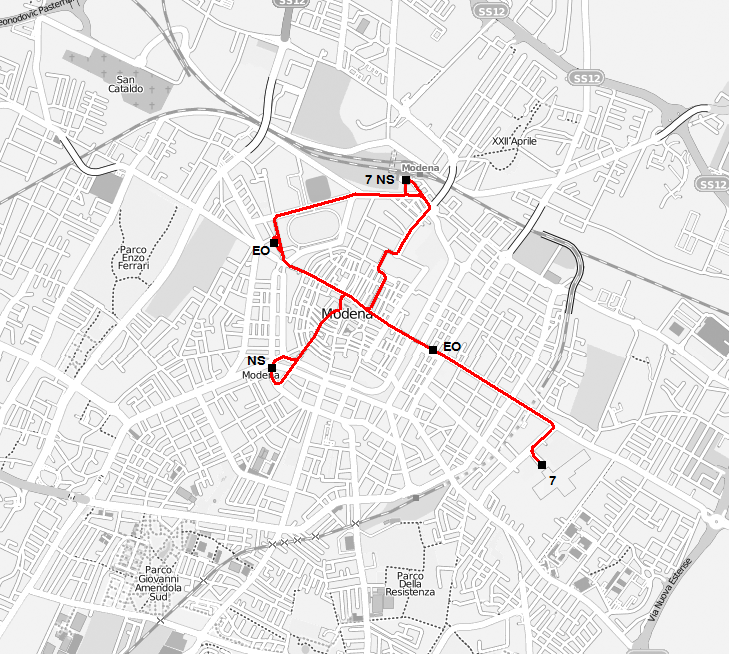
Etat du réseau en 1973
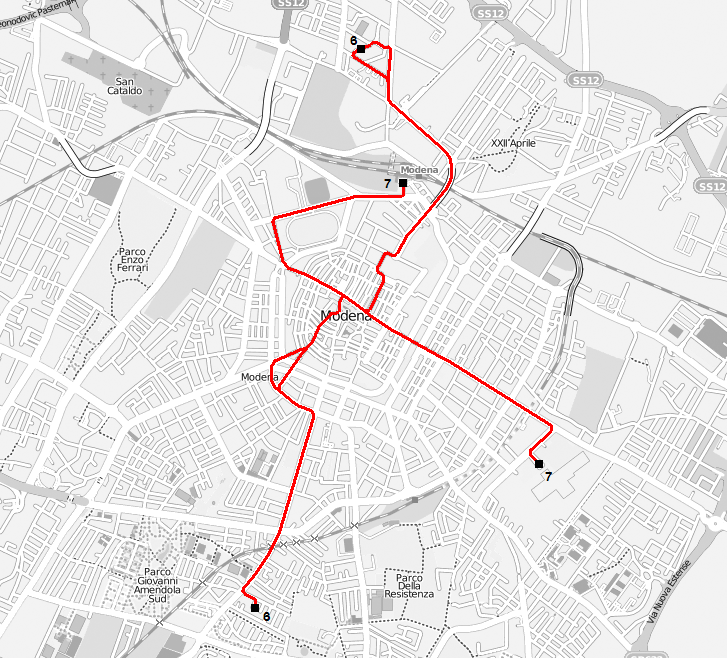
Etat du réseau en 1975
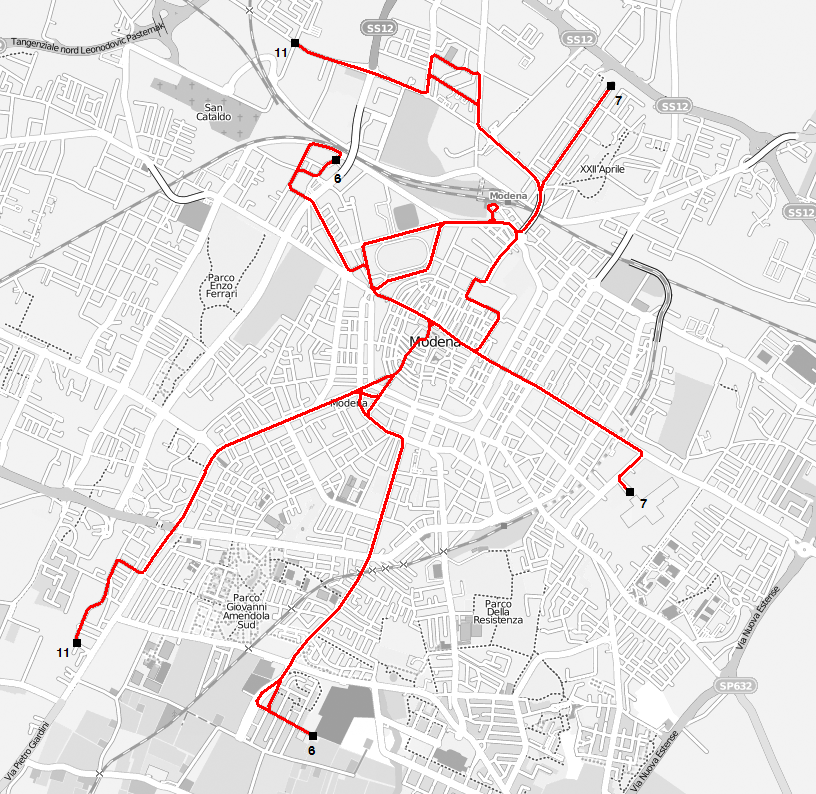
Etat du réseau en 2001
Etat du réseau en 2013 (21 km)

## Réseau actuel

### Aperçu général
| 6  | Via Santi – Gare routière – Corso Canal Chiaro – Piazza Risorgimento – Viale Buon Pastore – Via Chinnici                                       |
| 7  | Viale Gramsci – Gare FS – Viale Monte Kosica – Gare routière – Largo Garibaldi – Polyclinique – Via Gottardi                                   |
| 11 | Sant'Anna – Sacca – Gare FS – Piazza Roma – Corso Canal Grande – Corso Canal Chiaro – Piazza Risorgimento – Via Giardini – Viale dello Zodiaco |

## Matériel roulant

### Parc historique
- 11-14: FIAT 668F/122 CANSA CGE, destinés à l'origine à l'ATM de Catane,
- 15-26: FIAT 668F/131 CANSA Marelli: mis en service entre 1949 et 1950. Radiés en  1972 à la suite de la suppression de la Ligne 5/. Le trolleybus 17 a été racheté par un particulier,
- 27-28: FIAT 2401 CANSA Marelli: mis en service en 1953 et radiés en 1967,
- 29-34: FIAT 2411 CANSA CGE: immatriculés en 1959 et radiés en 1986. La voiture 33, utilisée ensuite comme véhicule école jusqu'en 1990 est conservée comme véhicule historique, restaurée avec sa livrée originelle en décembre 2008 (bi-vert de 1959), elle est exposée dans l'ancien dépôt ATCM de Modène,
- 35-41: FIAT 2411 Menarini Marelli: achetées en 1964, ces voitures sont restés en service actif jusqu'en 1986. La voiture 37, après avoir été retirée du service a été remise au Musée National des Transports de La Spezia,
- 42-45: FIAT 2411 CANSA CGE (ex 61, 62, 63 et 65 de l'ATAM de Livourne): rachetées après l'arrêt du réseau de trolleybus de Livourne en 1974 et radiées en 1986, et rachetées en 1991 par l(association "Dopolavoro Ferroviario di Livorno" pour être exposées dans leur musée.

### Parc actuel
Le réseau trolleybus de Modène est exploité Par SETA avec trois types de trolleybus :
| Numéro | Quantité | Constructeur   | Equipement électrique                                 | Modèle                    | Type     | Année mise en service | Notes                                                                     |
| ------ | -------- | -------------- | ----------------------------------------------------- | ------------------------- | -------- | --------------------- | ------------------------------------------------------------------------- |
| 11–24  | 14       | Iveco / Socimi | 1985 : 600V CC Marelli 1998 : 750V CC Albiero & Bocca | 8883                      | Rigide   | 1986                  | voitures 11, 14, 15, 16 radiées en 2017 les 10 autres toujours en service |
| 25–34  | 10       | Autodromo      | Adtranz                                               | BusOtto                   | Articulé | 2000                  | avec moteur auxiliaire diesel MAN                                         |
| 01–05  | 5        | Neoplan        | Vossloh Kiepe                                         | Electroliner N.6216       | Rigide   | 2008–2009             |                                                                           |
| 06–07  | 2        | Viseon Bus     | Vossloh Kiepe                                         | Electroliner N.6216       | Rigide   | déc. 2013             | (*)                                                                       |
| 35-42  | 8        | Solaris        |                                                       | Trollino 12 Full Electric | Articulé | 2021 (?)              | livraison attendue fin 2020                                               |

(*) Deux Electroliner supplémentaires ont été commandés à Neoplan en 2008 (n°06 & 07). Ils seront fabriqués par Viseon Bus qui a repris la chaine de production des trolleybus MAN Neoplan en 2009 mais ne sont livrés qu'en juillet 2010. Lors de leur réception, ces unités présentent de nombreux défauts et doivent être renvoyés en usine et ne seront finalement mis en service qu'en décembre 2013, avec 4 ans de retard.